# Oud-Griekse beeldhouwkunst

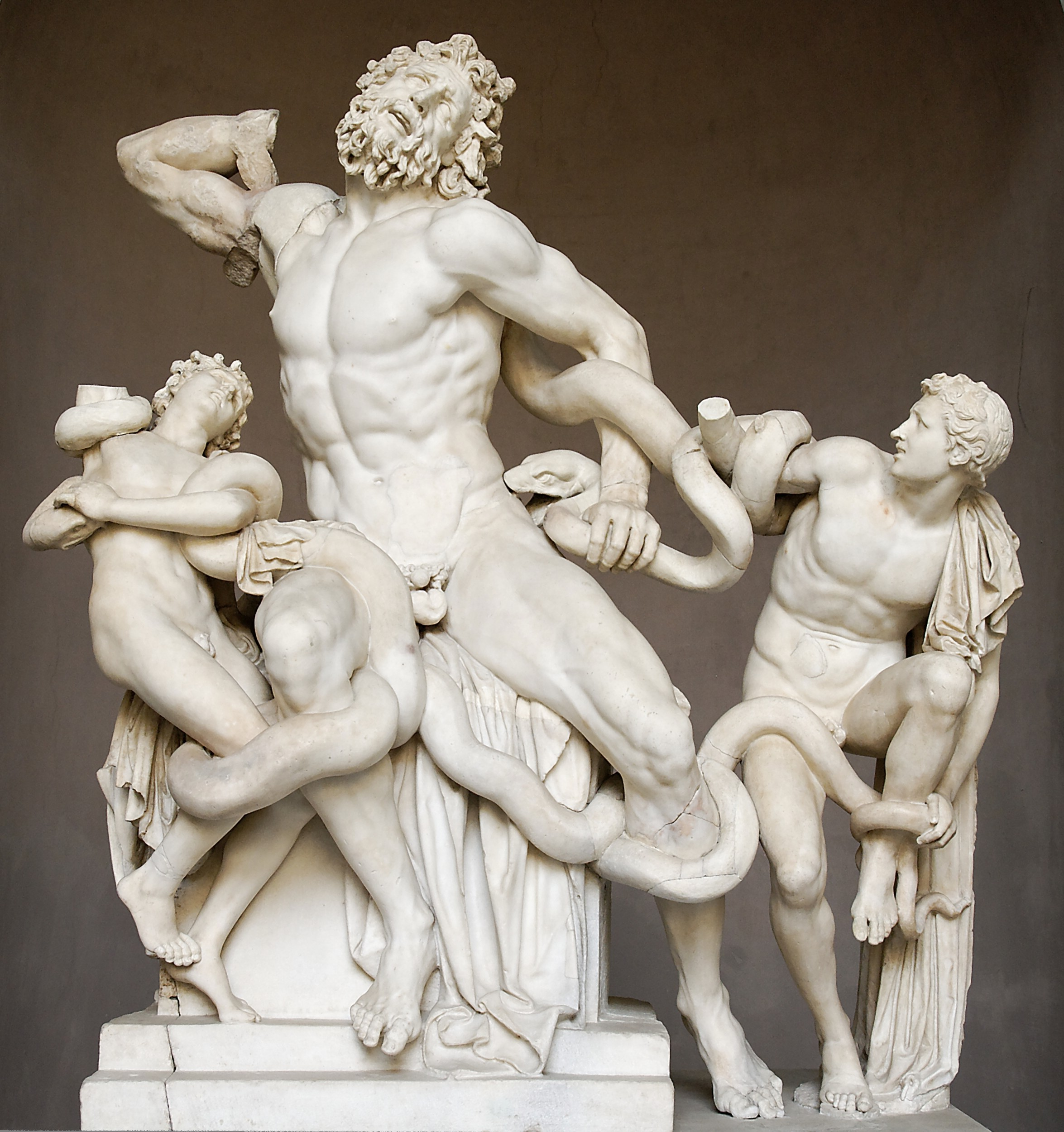
De Laocoöngroep in de Vaticaanse musea in Vaticaanstad

Tot de oud-Griekse beeldhouwkunst wordt de beeldhouwkunst gerekend tussen grofweg 900 voor Chr. en 100 voor Chr. uit het  oude Griekenland.

## De pre-helleense voorbereiding
Vooral opmerkelijk zijn:
- de Cycladische beelden: sterk gestileerde ...
  - ... vrouwenbeelden en -beeldjes (de pre-helleense moedergodin?) ► nadruk op frontaliteit
  - ... (zeldzame) mannenbeeldjes (muzikanten) ► nadruk op volume
  - "In hun verhoudingen en ingehouden modellering bespeuren we reeds de drang naar vormgeving die de Griekse beeldhouwkunst later zal kenmerken..." (F. Baumgart)
- Minoïsche en Myceense periode:
  - begin van monumentale beeldhouwkunst (vb. Leeuwenpoort van Mycene)
  - verfijnde cultusvoorwerpen in kostbare materialen (goud, ivoor, halfedelsteen, ...)

## De (pre-archaïsche) "geometrische" periode
Datering: van ± 900 tot ± 700 v.Chr.
Nergens is de breuk met de pre-helleense kunstproductie zo radicaal geweest als in de beeldhouwkunst: men is als het ware van nul moeten herbeginnen...
Belangrijkste kenmerken:
- beeldjes of reliëfs va
  - mensen (en goden?), ook mythologische groepen (begin van actie)
  - dieren: paardjes, andere huisdieren, ...
- sterk vereenvoudigd en gestileerd tot het schematische toe; zoals met de contemporaine vazen het geval is, zijn details onbelangrijk

## Dearchaïschebeeldhouwkunst

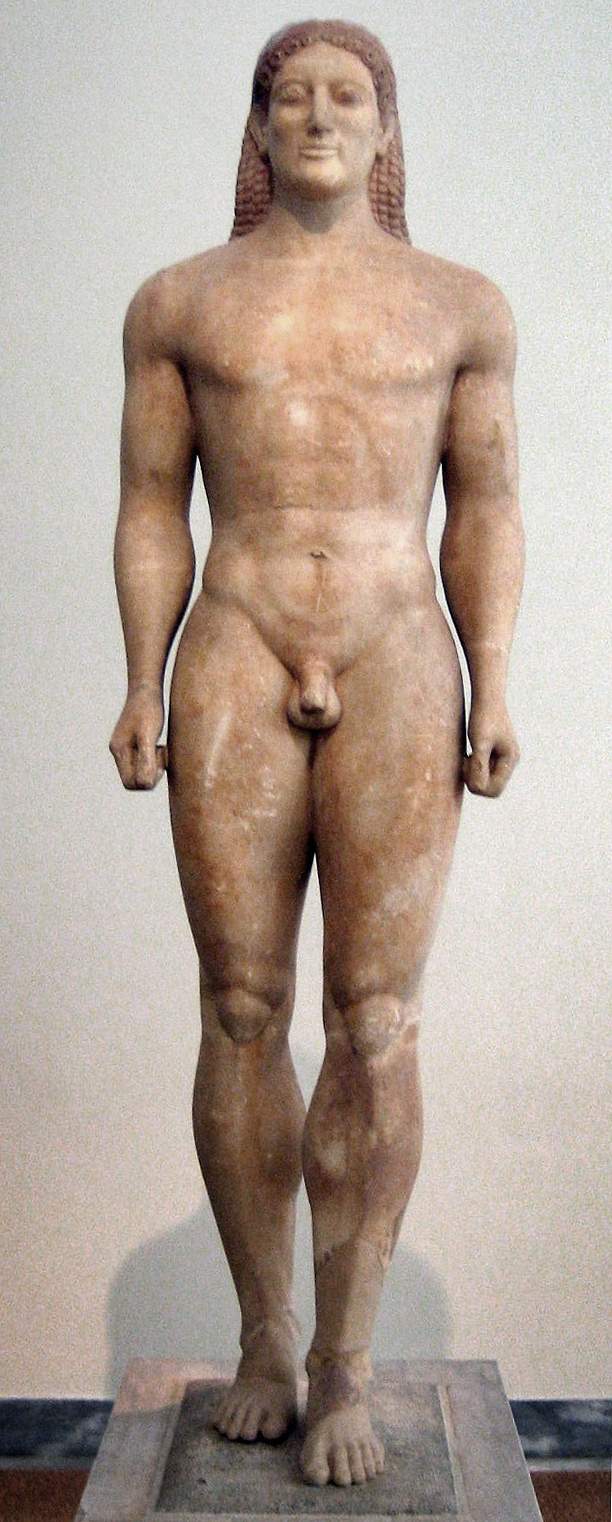
Kroisos Kouros

Datering: van ± 680 v.Chr. tot het begin van de Perzische Oorlogen.
Door toenemende contacten met het Oosten, vooral met Egypte, ontdekten de Grieken in deze periode de monumentale beeldhouwkunst van groot formaat.

Evolutie: we kunnen onderscheiden:
- vroeg-archaïsch, van ± 680 tot ± 625 v Chr.: nadruk op vlakken
- rijp-archaïsch, van ± 625 tot ± 550 v.Chr.: nadruk op volumes
- laat-archaïsch, van ± 550 tot ± 490 v.Chr.: elastisch gelede figuren

De belangrijkste kenmerken zijn:
- De menselijke figuur is hoekig, symmetrisch en blokvormig: de vorm van het ruwe marmerblok blijft nog te bespeuren
- Het middel (taille) ligt aanvankelijk laag (verhoudingsgewijs lang bovenlijf, kort onderlijf); naarmate de beeldhouwers meer inzicht krijgen in de menselijke anatomie ligt het middel steeds hoger.
- Het hoofd is steeds omlijst door een horizontaal in rijen verdeelde haarmassa die haarkrullen suggereert (het zogenaamde "étage-kapsel")
- Kenmerkende, wezenloze gelaatsuitdrukking, de zogenaamde "archaïsche glimlach"
- Het aantal typen is vrij beperkt: de kouros, de korè, en daarnaast enkel andere stereotypen

Het type kouros is een naakte jongeman in stijve, strikt frontale houding ("Dorisch" stoer)
- de armen zijn licht aangesloten bij de romp
- het linkerbeen is lichtjes vooruit gezet
- de Egyptische invloed blijkt het duidelijkst uit de brede schouders, dunne taille en brede flanken
- wel typisch Grieks is de naaktheid:
  - deze haalt de mens (want in deze visie is enkel de man volwaardig mens) los uit de banaliteit van het dagelijkse leven, en verheft hem tot een niet-tijdsgebonden, sacraal-heroïsche dimensie; de "kouros" is nooit een portret!
  - staat in verband met het Griekse idee van de "kalokagathia": wat mooi is moet goed zijn, en omgekeerd.
- verdere evolutie van het kouros-type:
  - steeds meer begrip voor de anatomische werkelijkheid steeds meer afwijken van de strikt lineaire weergave van de anatomische details
  - de "archaïsche glimlach" verdwijnt nog vóór de Perzische Oorlogen

Het type korè is een jong meisje in nauwsluitende kledij tot op de voeten, net als de kouros in stijve, strikt frontale houding ("Ionisch" elegant)
- de armen zijn tegen het lichaam "gekleefd", maar soms is één arm over de borst geplooid
- de voeten staan naast elkaar
- de kleding, aanvankelijk zonder plooien, evolueert naar steeds meer drapering in reliëf
- verdere evolutie van het korè-type:
  - naar perfecte coördinatie tussen kleding en lichaam
  - de plooienval van het gewaad volgt steeds meer vorm en houding van het lichaam, en laat op suggestieve wijze het vrouwelijk lichaam eronder vermoeden

De overige typen:
- zittende figuren, zoals ook in Egypte
- figuren in beweging worden op conventionele wijze uitgebeeld in de zogenaamde "knieloop", die een snelle beweging moet suggereren doordat ...:
  - ... het bovenlijf naar de toeschouwer is gericht
  - ... de ledematen in profiel worden weergegeven
- dieren (vb. paarden, de leeuwen van Delos, eenz.)
- reliëfs: tempelfriezen en -metopen, grafstèles, enz.

## Het hoogtepunt: de Klassieke beeldhouwkunst

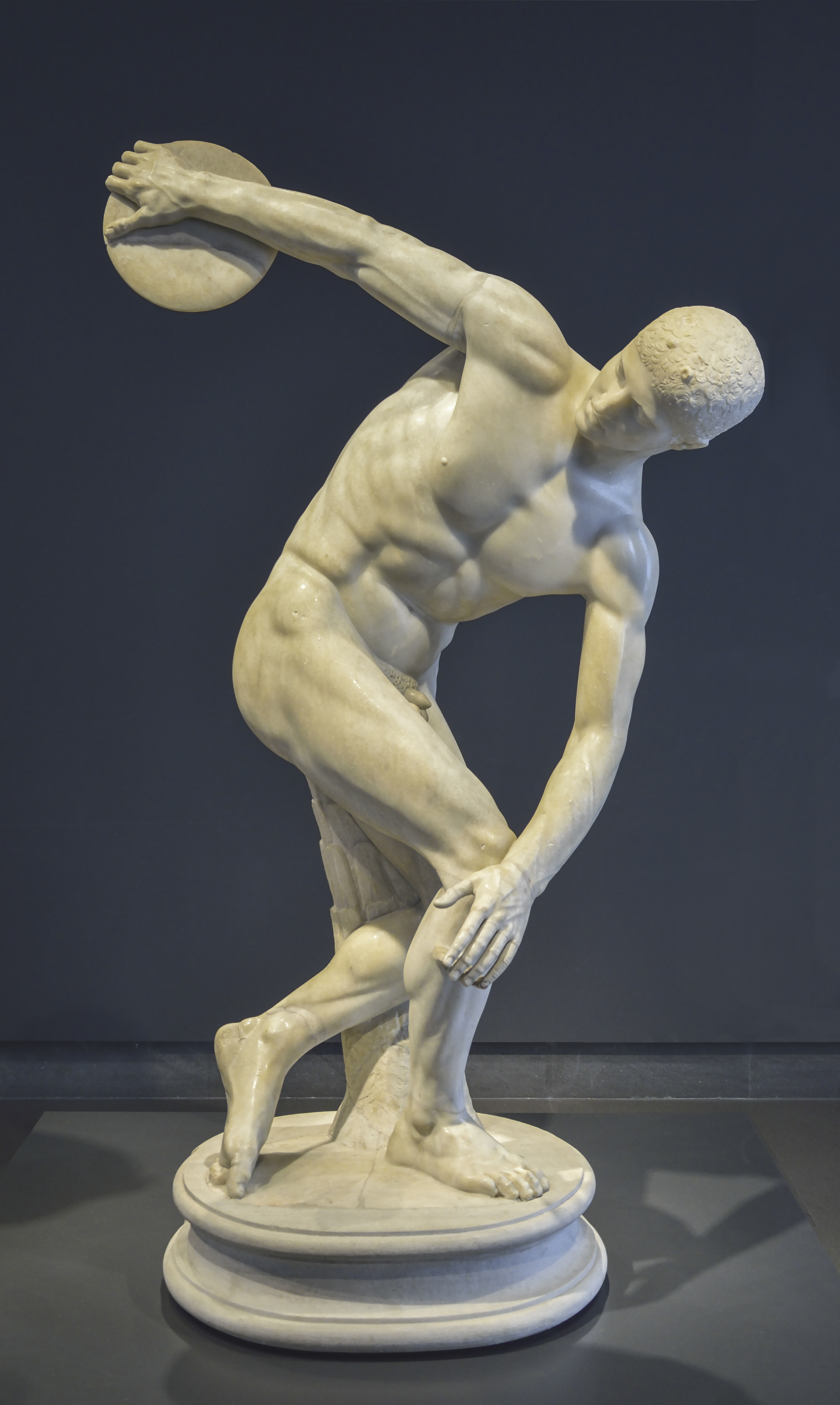
Diskobolos Lancelotti

Tijdens de klassieke stijlperiode wordt de mens minder stijf weergegeven dan eerder zodat de beelden levensechter worden. Kunstenaars proberen de ideale man uit te beelden met een gespierd en goed verzorgd lichaam.

### De "strenge stijl" (van ± 490 tot ± 450 v.Chr.)
- veel natuurlijker weergave van de lichaamsverhoudingen: de figuren komen in beweging, maar zijn toch nog vrij frontaal
- ontdekking van de contrapost: heup en bekken zijn niet langer evenwijdige horizontale lijnen zoals in de archaïsche kunst
- de archaïsche glimlach heeft plaats gemaakt voor een sombere, strenge en onpersoonlijke gelaatsuitdrukking; wijst dit écht op een algemene zwaarmoedigheid als gevolg van de oorlogsdreiging?
- voorbeelden:
  - de Wagenmenner van Delphi, een zeldzame geklede mannenfiguur
  - de tempelsculpturen van Olympia
  - de Poseidon van Artemision in het Nationale Museum te Athene

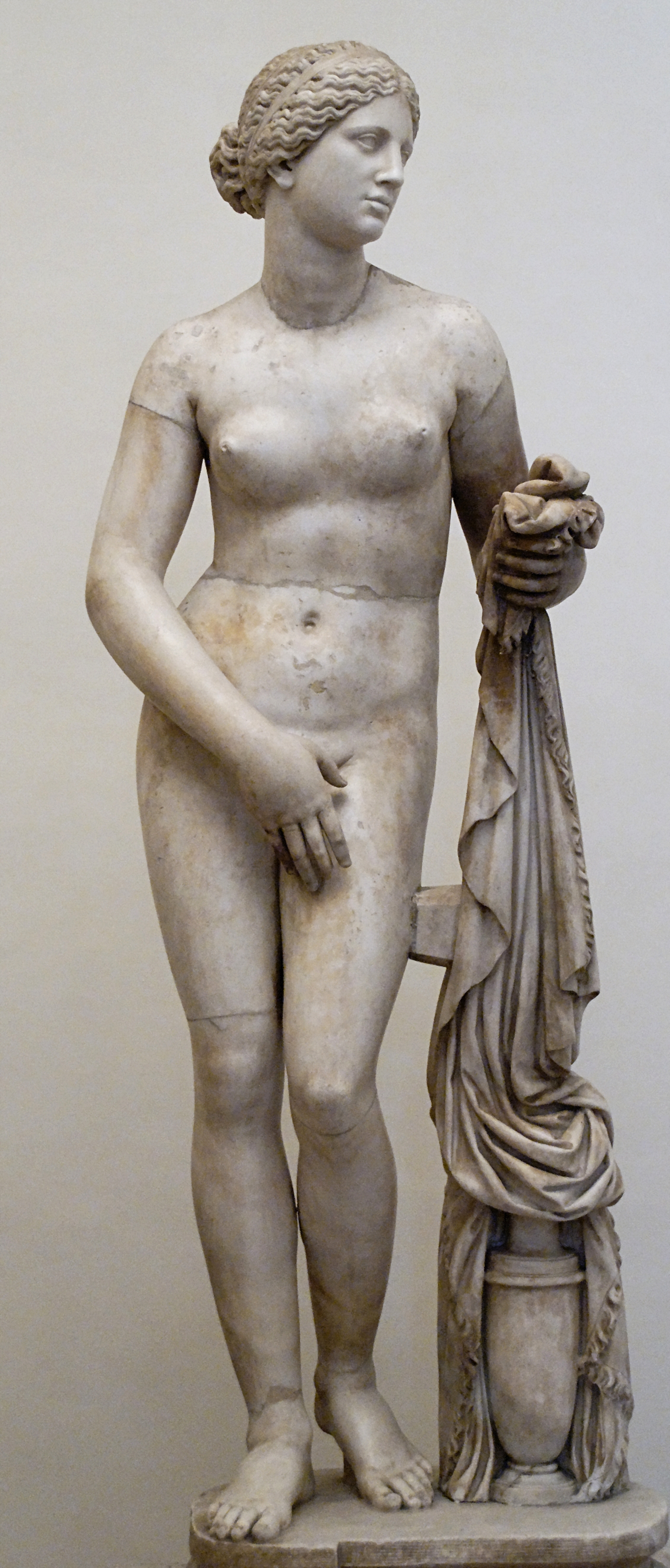
Aphrodite van Knidos

### De "rijpe stijl" (van ± 455 tot ± 380 v.Chr.)
- De Griekse kunst bereikt zijn evenwicht tussen de natuurgetrouwheid en de ideale voorstelling, tussen het lichamelijke en het geestelijke
- zelfs de moeilijkste houdingen en bewegingen worden met gemak uitgebeeld, de kunstenaars bereiken de perfecte beheersing van materialen en technieken
- voor het eerst verschijnen namen van kunstenaars:
  - Myron van Eleutherae, vb. de Diskóbolos (Discuswerper)
  - Polycletus van Argos, vb. de Dorýforos (Lansdrager), vertegenwoordigt de klassieke canon: het hoofd = 1/7 van het lichaam
  - Phidias, in het Athene van Periklès en ver daarbuiten

### De "schone stijl" (van ± 390 tot ± 323 v.Chr.)
- het geestesklimaat in Griekenland onderging een grondige wijziging, onder meer door de invloed van de sofisten:
  - de humanisering: de Olympische goden komen steeds meer op het achterplan
  - het individualisme heeft de vroegere gemeenschapszin ondermijnd
- de weerklank daarvan in de beeldhouwkunst?
  - realisme en uitdrukking van gevoelens verdringen geleidelijk het onpersoonlijke, bovenmenselijke idealisme: het evenwicht raakt verbroken
  - de zinnelijkheid sluipt in de uitbeelding:
    - voor het eerst krijgt men het vrouwelijk naakt te zien
    - de ideale, stoere atleet wordt verdrongen door een slanker mannentype met zacht-vloeiende vormen ("verwijfd"?)
- enkele namen:
  - Lysippus van Sicyon introduceert een nieuwe canon: het hoofd = 1/8 van het lichaam
  - Praxiteles was de meest gevoelige en zinnelijke van de Griekse beeldhouwers (vb. de “Hermes” in het Museum van Olympia) en zijn Aphrodite van Knidos, het eerste beeldhouwwerk met een vrouwelijk naakt
  - Skopas van Paros bereidde met zijn pathetische, lijdende figuren de weg naar het Hellenisme

## De nabloei: de Hellenistische en de Romeinse periode

### Hellenistische periode (van 323 tot 27 voor Chr.)
In deze tijd overleed Alexander de Grote (323 v.C.). Na verloop van tijd werd de macht van de Grieken steeds kleiner. Leidende positie van Griekenland werd overgenomen door de Romeinen toen Griekenland in 140 voor Christus een Romeinse provincie werd.
De belangrijkste kenmerken zijn:
- In plaats van de frontale positie kwamen meerdere aanzichten binnen een beeld.
- Ongeziene virtuositeit in de anatomie en beweging. Dit wordt soms doorgevoerd tot het extreme. Het mannelijke, logge spiergeweld wordt verheerlijkt, maar ook de vrouwelijke wulpse zinnelijkheid.
- Men ontwikkelt een voorliefde voor ingewikkelde composities, beeldengroepen.
- Uitdrukking van gevoelens en hartstocht.

Er worden niet meer idealistische beelden gemaakt, zoals eerder wel het geval was, maar nu wordt ook de mens getoond zoals hij nu eenmaal is: realisme in plaats van idealisme.
Onderscheid wordt nog weleens gemaakt tussen twee richtingen: de classicistische en de naturalistisch/pathetische richtingen. De eerste heeft nog klassieke beginselen, er worden nog steeds voornamelijk goden uitgebeeld, terwijl de tweede aan de ‘echte’ hellenistische kenmerken voldoet van voorliefde van moeilijke houdingen en uitdrukkingen van gevoelens.

## Het einde...
- De Romeinse beeldhouwkunst vertoonde qua vormgeving géén ingrijpende veranderingen meer t.o.v. de specifiek Hellenistische.
- Aan de monumentale beeldhouwkunst komt in de Byzantijnse periode vrij abrupt een einde, wanneer Joods-Christelijke fundamentalisten zich beroepen op de Bijbel (Exodus 20, 4) om het vervaardigen (en vereren!) van beelden als "zondig" te verwerpen, en aansturen op het "iconoclasme" (= beeldenstorm).

aardewerk · architectuur · beeldhouwkunst · literatuur · muziek · schilderkunst